# Arnaud Kozlinski
Pas d'image ? Cliquez ici

Arnaud Kozlinski est un pilote de karting français né le 8 octobre 1981 . En 2009, il devient le premier et l'unique champion du monde français de la catégorie reine Super KF (sans boîte de vitesses).

## Biographie
Il est le fils de Guy Kozlinski, grand passionné de karting et champion de France de nationale 125 en 1985.
En 1996, année où le championnat de France Cadets a été temporairement suspendu, il remporte la première édition du Trophée Jérôme Bernard dans la catégorie Cadets à Ancenis
et prend la 5e place du Trophée de France Cadets à Laval sur MG-Yamaha. En 1998, il prend la 2e place du Challenge Alazard ICA (Intercontinental A) Espoirs sur le circuit de Lavelanet sur MG-Italsistem. En 1999, il devient Champion de France Espoirs ICA à Lohéac sur Tony-Vortex/Ital. À partir de 2000, il dispute sur un ensemble Tony/Vortex certaines épreuves du championnat de France Elite et du championnat d'Europe Formule A (la catégorie reine des karts sans boîte de vitesses). 
Mais les budgets nécessaires pour ces courses de haut niveau sont élevés. Arnaud Kolinski , qui souhaite préparer son avenir, décide de vivre de sa passion et intègre l'équipe PBM de Renato Merlin en tant que mécanicien. Il passe ensuite chez Alpha Karting avec François Convers, et début 2003 on le retrouve dans l'équipe PSM emmenée par Pierre Gilbert. Ce dernier prend conscience du très grand potentiel de pilotage d'Arnaud lors d'un essai privé et c'est ainsi qu'Arnaud fait son retour en tant que pilote lors de la 2e épreuve des championnats de France Elite à Lavelanet. Le 27 avril 2003, il crée la surprise en remportant cette épreuve avec brio sur un ensemble PCR-TM du team PSM. Les 26 et 27 juillet 2003 à Varennes, il dispute sa première grande course en 125 à boîte de vitesse. Il s'agit de la 2e et dernière épreuve des championnats d'Europe Super ICC (la catégorie reine en 125). Il remporte la course 1 et termine second de la course 2, à la surprise des ténors de la discipline qu'il devance ce jour-là sur son ensemble PCR-SGM au sein de la structure PSM. Bien que n'ayant pas disputé la première épreuve de ce championnat, il termine  3e des championnats d'Europe Super ICC 2003. Puis il dispute ses premiers championnats du monde formule A. Le 26 octobre 2003, il réalise l'exploit de devenir vice-champion du monde de Formue A à Sarno avec un châssis Sodi propulsé par un moteur TM. 
Dorénavant il mène de front sa carrière à la fois en kart sans boîte et en kart avec boîte. Il intègre aussi l'équipe de France de kart FFSA à partir de 2004. Il devient cette année là Champion de France de formule A/Elite. Le 26 septembre 2004 à La Conca il réitère son exploit de 2003, en devenant une nouvelle fois Vice-champion du monde de formule A sur un ensemble Sodi-TM. En 2005 il conserve son titre de Champion de France de formule A/Elite. Il quitte Sodi pour rejoindre Intrepid l'année 2006. En Juin il remporte la Coupe du monde Formule A à Suzuka. Il prend aussi la 3e place des championnats d'Europe Formule A cette même année. En 2007 il passe chez CRG avec un moteur TM puis avec un moteur Maxter à partir de 2008. Cette année-là il, une casse moteur à Braga le prive du titre européen en KF1. Il doit se contenter de la 2e place . Il prend la 4e place de la Coupe du monde KZ1. Aux championnats du monde KF1, alors qu'il mène la finale, son moteur rend l'âme.
2009 sera l'année de la consécration tant attendue. Le 11 octobre 2009 à Macao Arnaud Kolinski entre dans l'histoire en remportant les 46e Championnats du Monde de karting Super KF. Sur une piste détrempée, il devance avec son ensemble CRG-Maxter, le champion du monde en titre Marco Ardigo. Il devient le 1er et l'unique champion du monde français de la catégorie reine du karting (sans boîte),,,. Cette année là il obtient aussi la 3e place de la Coupe du monde Super KF et la 5e du championnat d'Europe KZ1.
Il poursuit sa carrière jusqu'en 2016 en la recentrant principalement sur la catégorie KZ à partir de 2011. Il se classe 3e aux championnats d'Europe KZ1 à Wackersdorf sur PCR/TM. Il obtient d'excellents résultats aux championnats du monde KZ1. Il se classe 4 fois dans le top-6 entre 2011 et 2016 dont une 3e place obtenue aux championnats du monde KZ 2015 au Mans sur un Sodi/TM. 
Après sa carrière il intègre l'équipe CRG avec de nombreuses responsabilités, avant de rejoindre celle de Tonykart en 2020 .

## Palmarès

### Championnats du monde Formule A / KF1 / Super KF
| Année                                                     | Lieu           | Classement | Châssis  | Moteur | Team               |
| --------------------------------------------------------- | -------------- | ---------- | -------- | ------ | ------------------ |
| Championnat du monde Formule A                            |                |            |          |        |                    |
| 2003                                                      | Sarno          | 2e         | Sodi     | TM     | Sodikart / PSM     |
| 2004                                                      | La Conca       | 2e         | Sodi     | TM     | Sodikart / PSM     |
| 2005                                                      | Braga          | 33e        | Sodi     | TM     | Sodikart / PSM     |
| 2006                                                      | Angerville     | 11e        | Intrepid | TM     | Intrepid           |
| Championnats du Monde KF1 / Super KF en 2009 / KF en 2012 |                |            |          |        |                    |
| 2007                                                      | Mariembourg    | 31e        | CRG      | TM     | Gianfranco Galiffa |
| 2008                                                      | La Conca       | 30e        | CRG      | Maxter | CRG                |
| 2009                                                      | Macao          | 1er        | CRG      | Maxter | CRG                |
| 2012                                                      | Suzuka / Macao | 21e        | CRG      | TM     | CRG                |

### Championnats du monde KZ / Coupe du monde KZ1 et Super ICC
| Année                    | Lieu         | Classement | Châssis  | Moteur | Team               |
| ------------------------ | ------------ | ---------- | -------- | ------ | ------------------ |
| Coupe du Monde Super ICC |              |            |          |        |                    |
| 2003                     | Carole       | 16e        | PCR      | SGM    | PSM                |
| 2004                     | Mariembourg  | 15e        | Sodi     | TM     | Sodikart / PSM     |
| 2005                     | Sarno        | 28e        | Sodi     | TM     | Sodikart / PSM     |
| 2006                     | Mariembourg  | 23e        | Intrepid | TM     | Intrepid           |
| Coupe du Monde KZ1       |              |            |          |        |                    |
| 2007                     | Sarno        | 10e        | CRG      | TM     | Gianfranco Galiffa |
| 2008                     | Varennes     | 4e         | CRG      | Maxter | CRG                |
| 2009                     | Sarno        | 5e         | CRG      | Maxter | CRG                |
| 2011                     | Genk         | 5e         | CRG      | Maxter | CRG Spa            |
| Championnats du Monde KZ |              |            |          |        |                    |
| 2013                     | Varennes     | 10e        | Birel    | TM     | AVG Racing         |
| 2014                     | Sarno        | 6e         | Intrepid | TM     | Intrepid           |
| 2015                     | Le Mans      | 3e         | Sodi     | TM     | Sodikart           |
| 2016                     | Kristianstad | 6e         | CRG      | TM     | CRG                |

### Championnats d'Europe Formule A / KF1
| Année                           | Lieu                                         | Classement | Châssis  | Moteur | Team     |
| ------------------------------- | -------------------------------------------- | ---------- | -------- | ------ | -------- |
| Championnats d'Europe Formule A |                                              |            |          |        |          |
| 2001                            | Oschersleben / Salbris / Sarno / Mariembourg | 33e        | Tonykart | Vortex |          |
| 2004                            | Sarno / Varennes / Braga                     | 9e         | Sodi     | TM     | Sodikart |
| 2005                            | Angerville / Mariembourg / La Conca          | 14e        | Sodi     | TM     | Sodikart |
| 2006                            | La Conca / Varennes Ampfing                  | 3e         | Intrepid | TM     | Intrepid |
| Championnats d'Europe KF1       |                                              |            |          |        |          |
| 2007                            | Ugento / Varennes / Salbris                  | 7e         | CRG      | TM     |          |
| 2008                            | Angerville / Mariembourg / Braga             | 2e         | CRG      | Maxter | CRG      |

### Championnats d'Europe KZ/KZ1/Super ICC
| Année                           | Lieu                              | Classement | Châssis  | Moteur | Team     |
| ------------------------------- | --------------------------------- | ---------- | -------- | ------ | -------- |
| Championnats d'Europe Super ICC |                                   |            |          |        |          |
| 2003                            | Ugento / Varennes                 | 3e         | PCR      | SGM    | PSM      |
| Championnats d'Europe KZ1       |                                   |            |          |        |          |
| 2009                            | Wackersdorf                       | 11e        | CRG      | Maxter | CRG      |
| 2011                            | Wackersdorf                       | 25e        | CRG      | Maxter | CRG      |
| 2012                            | Wackersdorf                       | 3e         | PCR      | TM     | PCR      |
| Championnats d'Europe KZ        |                                   |            |          |        |          |
| 2014                            | Genk / Wackersdorf / Kristianstad | 12e        | Intrepid | TM     | Intrepid |
| 2015                            | Sarno / Zuera / Genk              | 8e         | Sodi     | TM     | Sodikart |